# Красная книга Кировской области
Красная книга Кировской области — аннотированный список редких и находящихся под угрозой исчезновения животных, растений и грибов Кировской области. Красная книга Кировской области является официальным изданием, предназначенным как для специалистов, так и для широкого круга читателей. 

## История
Начиная с 1960 года, после принятия Закона «Об охране природы в РСФСР», стали проводиться исследования с целью охраны растительного и животного мира. Кировский облисполком 26 ноября 1979 года принял решение «Об охране редких и исчезающих видов растений и позвоночных животных в Кировской области», которым был утвержден список подлежащих охране 72 видов растений и 48 позвоночных животных. Предшественницей Красной книги Кировской области послужила монография Б. Д. Злобина и Т. С. Носковой «Редкие животные и растения Кировской области»(1988).

## Издания
Первое издание Красной книги Кировской области выпущено в 2001 году. Это издание подготовлено коллективом учёных под редакцией Л.Н. Добринского. В издании представлен список редких и находящихся под угрозой исчезновения животных, растений и грибов Кировской области. В начале список включал 247 видов:  110 видов животных и 117 видов растений и 20 видов грибов. 
Второе издание увидело свет в 2014 году. По сравнению с первым изданием Красная книга Кировской области расширилась. Теперь в ней 264 вида: 124 — представители животного мира, 122 — представители растительного мира и 18 видов грибов. Из числа редких убрали 39 видов, 56 видов добавили, а у 47 видов изменили категорию. Для каждого вида приведены иллюстрации, карта распространения, определены статус и категория редкости, даны краткое описание, сведения о численности и необходимых мерах охраны.